# Ruiloba
Ruiloba tỉnh và cộng đồng tự trị Cantabria, phía bắc Tây Ban Nha. Đô thị Ruiloba có diện tích là 15,13 ki-lô-mét vuông, dân số năm 2009 là 790 người với mật độ 52,21 người/km². Đô thị này có cự ly km so với Santander.